# Conseil interprofessionnel des vins d'Alsace
Le Conseil interprofessionnel des vins d'Alsace, communément abrégé CIVA, est l'organisme interprofessionnel de la filière viti-vinicole des vins AOC (Appellations d’origine contrôlée) d’Alsace. Il réunit plus de 950 opérateurs (caves particulières, coopératives, négociants). Il assure des missions économiques et techniques à la viticulture alsacienne, et de promotion, en France et à l'étranger, des vins recevant une AOC reconnue dans la région Alsace.

## L'historique du CIVA
Le Conseil interprofessionnel des vins d’Alsace (CIVA) a été institué par décret en date du 22 avril 1963. Son champ d’activité couvrait à l’origine l’appellation d’origine contrôlée Alsace, reconnue par décret du 3 octobre 1962.
Il s’est étendu par la suite aux appellations alsace grand cru et crémant d'Alsace reconnues respectivement par décret du 20 novembre 1975 modifié en 1992[réf. nécessaire], et décret du 24 août 1976[réf. nécessaire].
Ainsi le Comité interprofessionnel du vin d’Alsace tel qu’il était dénommé au départ est devenu par la suite Conseil interprofessionnel des vins d’Alsace, notamment pour tenir compte de la diversité des vins d’Alsace et de leurs appellations.

## Fonctionnement
Il perçoit, en 2010, des contributions volontaires obligatoires auprès des professionnels du secteur à hauteur de 7 898 000 euros.
Le CIVA est membre de Vin et société.

## Liste des présidents du CIVA
| Nom                    | Années d'exercice                       |
| ---------------------- | --------------------------------------- |
| Louis Klipfel          | 1963 ; 1964 ; 1966                      |
| René Dopff             | 1965 ; 1967 ; 1969                      |
| Marcel Blanck          | 1968 ; 1970 ; 1972 ; 1974               |
| Alfred Heim            | 1971 ; 1973                             |
| Georges Hugel          | 1975                                    |
| Paul Reinhart          | 1976 ; 1980 ; 1984                      |
| Guy Dopff              | 1977 ; 1979 ; 1981 ; 1983               |
| Xavier Ehrhart         | 1978 ; 1982 ; 1986 ; 1990 ; 1994        |
| Jean Adam              | 1985 ; 1987 ; 1989 ; 1991               |
| Christian Koehly       | 1988                                    |
| Raymond Baltenweck     | 1992                                    |
| Jean Meyer             | 1993                                    |
| François Ringenbach    | 1995 ; 1997 ; 1999 ; 2001 ; 2003 ; 2005 |
| Jean-Claude Riefle     | 1996 ; 2000                             |
| Georges Wespiser       | 1998 ; 2002 ; 2006                      |
| Rémy Gresser           | 2004 ; 2010 - 2012                      |
| Jean-Nicolas Schaeffer | 2007 - 2009                             |
| Robert Dietrich        | 2013 - 2015                             |
| Didier Pettermann      | 2016 - 2021                             |